# شيكوكوتشو (إهيمه)
مدينة شيكوكوتشو (بالإنجليزية: Shikokuchūō)‏ هي أحد المدن التابعة لولاية إهيمه. تأسست رسميًا في 01/04/2004. ويقدر عدد سكانها بـ 91688 نسمة حسب تقدير مكتب الإحصاء الياباني لعام 2012. تبلغ مساحة شيكوكوتشو 420.1 كم2. بكثافة سكانية تبلغ 218 نسمة/كم2.